# Ben Caunt
Benjamin Caunt est un boxeur britannique né le 22 mars 1815 à Hucknall et mort le 10 septembre 1861 à Londres d'une pneumonie. 

## Carrière
Il devient champion d'Angleterre des poids lourds sous le nom de Torkard Giant et Big Ben en battant Nick Ward le 11 mai 1841 après 33 rounds et 47 minutes de combat.